# Campionati europei di trampolino elastico 1969
I Campionati europei di trampolino elastico 1969 sono stati la 1ª edizione della competizione organizzata dalla Unione Europea di Ginnastica.
Si sono svolti a Parigi, in Francia.

## Medagliere
| Posiz. | Nazione        | Oro | Argento | Bronzo | Totale |
| ------ | -------------- | --- | ------- | ------ | ------ |
| 1      | Germania Ovest | 3   | 1       | 1      | 5      |
| 2      | Regno Unito    | 1   | 1       | 2      | 4      |
| 3      | Svizzera       | 0   | 2       | 0      | 2      |
| 4      | Paesi Bassi    | 0   | 0       | 1      | 1      |
| Totale | Totale         | 4   | 4       | 4      | 12     |

## Podi
| Evento                  | Oro             | Argento        | Bronzo        |
| Individuale maschile    | Paul Luxon      | Kurt Hohener   | Dieter Schulz |
| Individuale femminile   | Ute Luxon-Czech | Agathe Jarosch | Jane Pullen   |
| Sincronizzato maschile  | Germania Ovest  | Svizzera       | Regno Unito   |
| Sincronizzato femminile | Germania Ovest  | Regno Unito    | Paesi Bassi   |